# Кендырь ланцетолистный
Кендырь ланцетолистный (лат. Poacynum lancifolium, также Trachomitum lancifolium, Apocynum lancifolium) — многолетнее травянистое растение.

## Ботаническое описание
Стебель прямой, гладкий, светло-бурый, с длинными междоузлиями, в верхней части ветвистый, 80—120 см высотой. Листья супротивные, с короткими черешками, продолговатые или ланцетные, 2—6 см длиной и до 2 см шириной.
Соцветие метельчатое, цветки на коротких цветоножках. Чашечка с белопленчатыми по краю лопастями, около 2 мм длиной. Венчик 6—8 мм длиной, ширококолокольчатый, с обеих сторон железистоопушенный, с тупыми лопастями. Листовки 12—20 см длиной и 0,4 см шириной, голые. Семена крупноячеистые, продолговатые, мелкие, с пучками длинных волосков.
В условиях Казахстана цветёт мае — июне в течение 20—30 дней.

## Распространение и экология
Встречается в Западной и Восточной Сибири, в Средней Азии, в Казахстане, Таджикистане, Узбекистане.
Растёт на песчаных, галечниковых, щебенистых, каменистых склонах, в поймах рек, на лугах, солончаках, склонах оврагов, среди камышей, на старых рисовых полях, на равнине и в предгорьях.

## Значение и применение
Раннелетний или летний медонос. Даёт поддерживающий или в некоторых случаях продуктивный взяток. Сахаропродуктивность нектара одним цветком в условиях поймы реки Или колебалась от 0,37 до 0,810 мг. Продуктивность при сплошном произрастании от 10 до 140 кг/га.
Растение содержит карденолиды. С лечебной целью используют корни растения. В народной медицине настой корней применяют как сердечное средство при сердечно-сосудистой недостаточности. Стебли дают длинное прочное волокно, пригодное для изготовления парусины, веревок. Семена (летучки) употребляются для набивки спасательных поясов.